# 类白蜡蚧属
类白蜡蚧属（学名：Ericeroides ）为介壳虫科的一个属。

## 下属物种
本属包括以下物种：
- 越南类白蜡蚧 Ericeroides zaitzevi Danzig, 1990[2]